# Bhisho
Bhisho (« Buffle » en xhosa) est une ville d'Afrique du Sud, ancien quartier noir de la ville de King William's Town et ancienne capitale du bantoustan indépendant du Ciskei de 1981 à 1994. 
Bhisho est aujourd'hui située dans la province du Cap-Oriental et est sa capitale.
En 1994, les villes de Bhisho et de King William's Town ont été unifiées sous une même administration. 
Depuis 2000, Bhisho et King William's Town font partie de la municipalité de Buffalo City aux côtés d'East London et des townships de Mdantsane et Zwelitsha. Le maire est Zukisa Ncitha (ANC).
Selon le recensement de 2001, Bhisho compte 6 206 habitants sur les 701 873 habitants de la municipalité de Buffalo (85 % de noirs, 8,5 % de blancs et 6 % de minorités ethniques diverses).
Bhisho possède un aéroport (code AITA : BIY).